# Association argentine de go
 (janvier 2017).
Pour les articles homonymes, voir AAG.
L’Association argentine de go (en espagnol, Asociación Argentina de Go - AAG) est l'organe national chargé de gérer et de promouvoir la pratique du go en Argentine.